# Mocz ostateczny
Mocz ostateczny – mocz powstający z moczu pierwotnego w wyniku zagęszczenia, zwrotnej resorpcji i sekrecji w kanalikach nerkowych. Ma on o wiele mniejszą objętość i większe stężenie substancji niż mocz pierwotny. Zawiera m.in. wodę, produkty przemiany materii, mocznik. Gromadzi się w miedniczkach nerkowych, skąd moczowodami spływa do pęcherza moczowego. Mocz ostateczny ma około 200 razy większe stężenie od moczu pierwotnego. Jest wydalany przez cewkę moczową.
Objętość moczu ostatecznego zależy od:
- wykonywanej pracy
- objętości wypitych płynów
- temperatury otoczenia
- stanu zdrowia.

W skład moczu ostatecznego wchodzą: woda, jony sodu (1% jonów obecnych we krwi), jony potasu, jony wodorowe, mocznik, kwas moczowy, urobilinogen, zbędne produkty przemiany materii, toksyny, metabolity leków oraz substancje obecne we krwi w stężeniu przewyższającym ich próg nerkowy.

Przeczytaj ostrzeżenie dotyczące informacji medycznych i pokrewnych zamieszczonych w Wikipedii.